# Codex Grandior
Codex Grandior (z łac. Kodeks Większy) – zaginiony, jednotomowy kodeks Pisma Świętego wykonany na zlecenie Kasjodora, napisany po łacinie w VI wieku n.e. Kodeks ten powstał na podstawie trzech tekstów Pisma Świętego. Stanowił on podstawę do napisania Kodeksu Amiatyńskiego. Codex Grandior był jednym z pierwszych łacińskich egzemplarzy Pisma Świętego w jednym tomie.
Codex Grandior był jedną z co najmniej trzech wersji Biblii łacińskiej, które polecono sporządzić skrybom z klasztoru w Vivarium. Prawdopodobnie około 583 roku, wkrótce po śmierci Kasjodora, kodeks został przeniesiony do biblioteki na Lateranie w Rzymie. W 678 roku został zabrany z Rzymu przez anglosaskiego opata Ceolfryda na Wyspy Brytyjskie do kierowanych przez niego dwóch klasztorów — Wearmouth i Jarrow, znajdujących się na terenie dzisiejszej Nortumbrii. Posłużył tam za podstawę do sporządzenia Kodeksu Amiatyńskiego. Dziś Codex Grandior uważa się za zaginiony.